# Tomer Levinson
Tomer Levinson (in ebraico תומר לוינסון‎?; Be'er Ya'akov, 20 maggio 2000) è un cestista israeliano.